# ハンガリー国立美術館

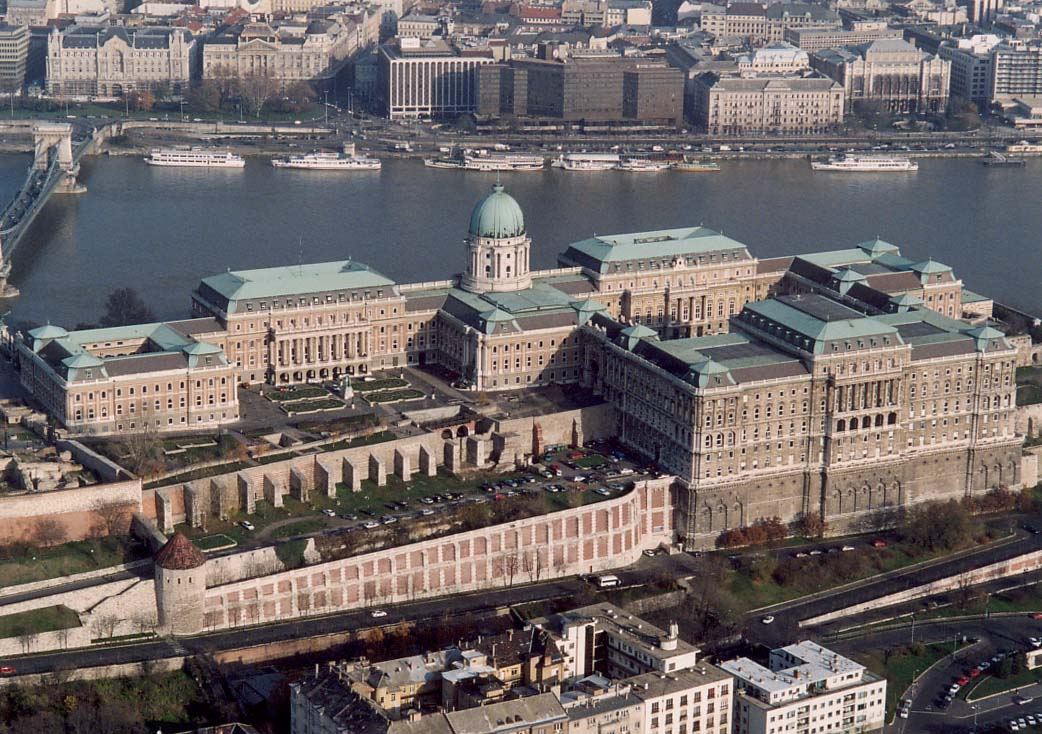
美術館が位置するブダ城

ハンガリー国立美術館（ハンガリー語: Magyar Nemzeti Galéria）とは、1957年に設立された、ハンガリーの国立美術館であり、首都ブダペストのブダ地区にあるブダ城内に位置している。その収蔵する分野は、ハンガリー美術全体に及び、19世紀から20世紀にかけてパリ等の西欧で活躍したハンガリー美術家の物も多く含まれている。

## 収蔵品

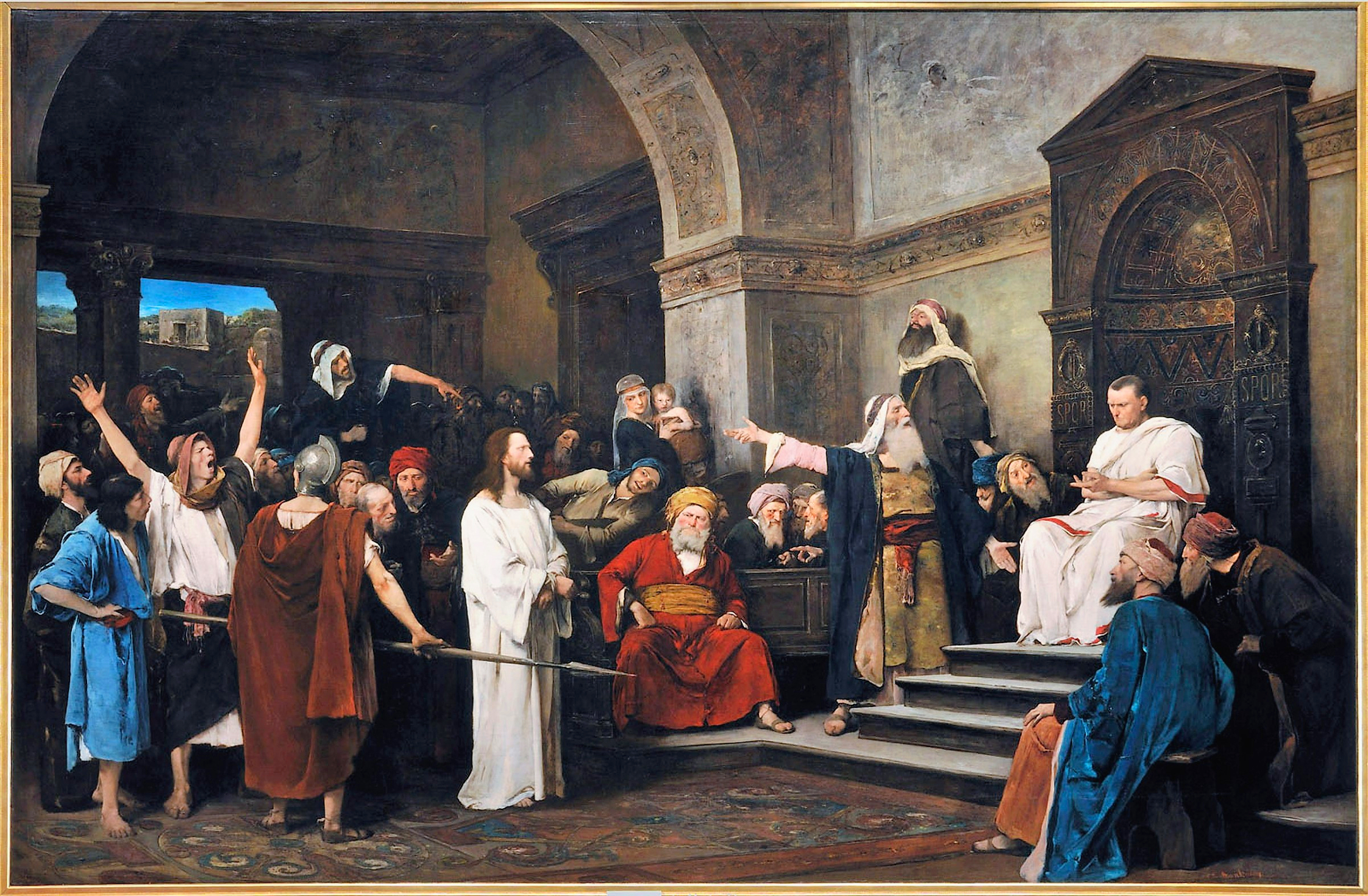
ピラトの前のキリスト、ムンカーチ・ミハーイ作、1881年

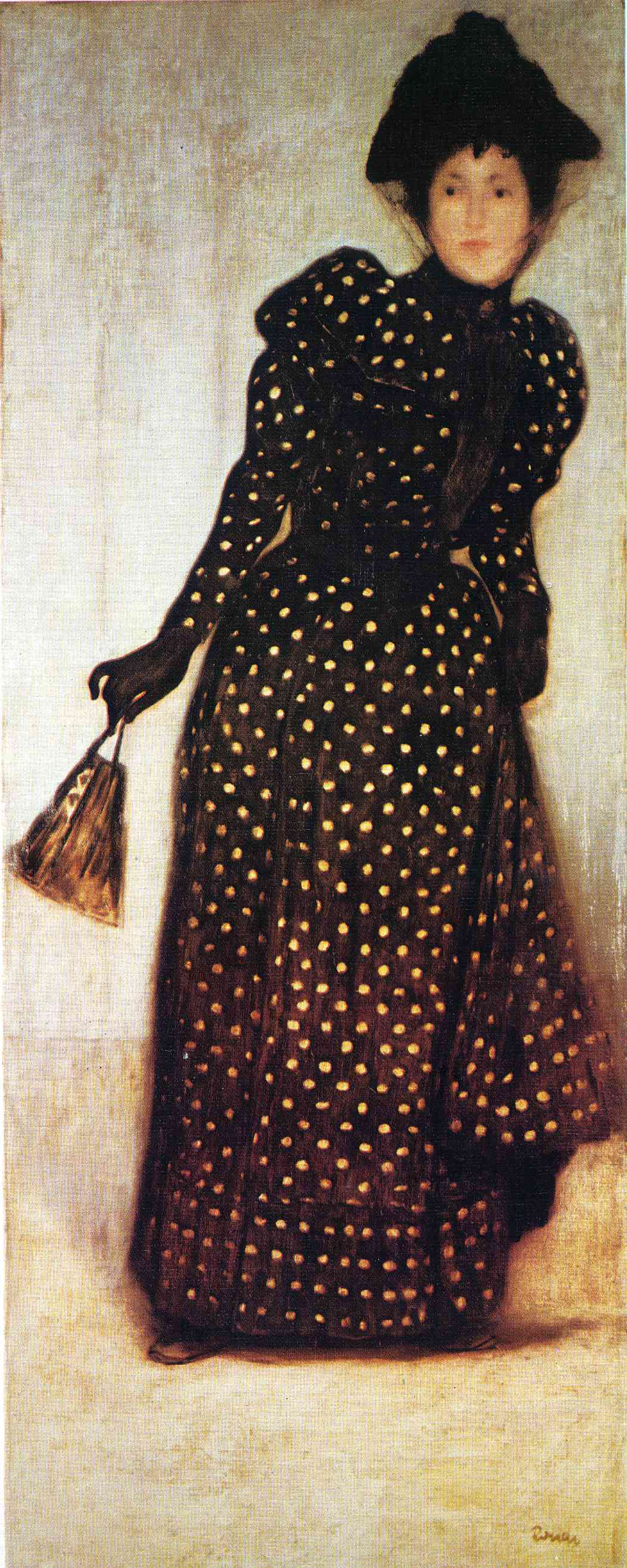
斑紋様のポルカのローブを着る女性、リップル・ローナイ・ヨージェフ作、1889年

国立美術館は中世、ルネサンス、ゴシック、バロック、ルネサンス期ハンガリー美術の作品を収蔵している。その中には15世紀の木製祭壇も存在する。
その展示の中にはアレクシー・カーロイ、マウリス・アスカロン、ボルショシュ・ミクローシュ、ドナース・ギュラ、ファドルス・ヤーノシュ、フェレンツィ・ベーニ、フェレンツィ・イシュトヴァーン、イジョー・ミクローシュ等のマジャル人彫刻家の作品が見られる。また、ブラッシャイやマルトン・エルヴィン等の画家、写真家の物も収められている。美術家ではムンカーチ・ミハーイやパアール・ラースローの物が収められている。その他、マルコー・カーロイ、ボルショシュ・ヨージェフ、バラバーシュ・ミクローシュ、セーケイ・ベルタラン、ロッツ・カーロイ、シニェイ・メルシェ・パール、 チョーク・イシュトヴァーン、イヴァーニ＝グリュンヴァルト・ベーラ、チョントヴァーリ・コストカ・ティヴァダル、リップル・ローナイ・ヨージェフ、フェレンツィ・カーロイ等の作品も収蔵されている。

## 物議
2008年、ブダペスト国立西洋美術館のバアーン・ラースローは展示物が似ている国立美術館と西洋美術館の合併を提案した。両者とルートヴィヒ美術館は20世紀の海外居住のハンガリー美術家の作品の展示に特化している。その後、彼は1800万ユーロを西洋美術館の拡大に投資し、市内に散在したコレクションを統合させようとしたが、2011年2月に拒否された。そして、バアーンは政府に1億5000万ユーロを以て新しい建物を二棟作る計画を提出した。そのうち一つは現代欧州美術、もう一つはハンガリーの写真の棟にし、2017年に完成する予定となっている。
2011年11月、文化国務長官のセーチ・ゲーザはアンドラーシ通り沿いと西洋美術館、ブダペスト市立美術館附近に新しい建物を作る計画を公式に示した。この建物には当美術館の収蔵物が収蔵される予定である。この計画は大通り全体を用いる物で、博物館地区計画と呼ばれる。
同年12月初頭、2010年から館長を務め、合併に反対であるターク・フェレンツはこの過程に対し、「甚だしく素人的であり、非民主主義で短絡」と発言、2011年末限りで館長職を辞する意向を表明した。2012年3月5日時点では新しい館長は選ばれておらず、代理としてセーチ・ジェルジが務めている。